# أشرف سلمان
الدكتور أشرف عبد التواب سلمان، من مواليد 8 أغسطس 1968، هو رئيس مجلس إدارة الشركة المتحدة للخدمات الإعلامية الحالي، ووزير الاستثمار الأسبق في حكومتي إبراهيم محلب الثانية وشريف إسماعيل.

## المناصب
- رئيس مجلس إدارة الشركة المتحدة للخدمات الإعلامية.[2]
- رئيس مجلس إدارة شركة المهندس لتأمينات الحياة.[3]
- رئيس مجلس إدارة شركة سيتى إيدج.[4]
- رئيس مجلس إدارة أور كابيتال.[5]
- وزير الاستثمار.
- رئيس مجلس إدارة شركة القاهرة القابضة للاستثمارات المالية.
- رئيس قطاع الاستثمار ومالية الشركات في البنك العربي الإفريقي.[6]